# Oxyde de bismuth(III)
L'oxyde de bismuth(III) est un composé inorganique du bismuth et de l'oxygène, de formule Bi2O3. Sans doute le composé du bismuth le plus important industriellement, il est souvent un point de départ pour la chimie du bismuth. On le trouve naturellement sous forme de minerai de bismite (monoclinique), mais il est généralement obtenu comme sous-produit de la fonte du cuivre et de minerai de plomb. L'oxyde de bismuth(III) est communément utilisé pour produire des feux d'artifice à la place d'oxyde de plomb.

## Structure

Existence de domaine pour les quatre polymorphismes du en fonction de la température. (a) La phase α se transforme en la phase δ quand on chauffe jusqu'à, et garde cette structure jusqu'au point de fusion à. Quand elle est refroidie, la phase δ se transforme soit en la phase β à, (b), ou en la phase γ à, (c). La phase β se transforme en la phase α à. La phase γ peut persister jusqu'à température ambiante quand le refroidissement est très lent, sinon elle se transforme en phase α à.

Les structures prises par l'oxyde de bismuth(III) diffèrent considérablement de celle de l'oxyde d'arsenic(III) As2O3, et de l'oxyde d'antimoine(III) Sb2O3.
L'oxyde de bismuth(III) possède 5 polymorphes cristallographiques. À température ambiante, la phase α-Bi2O3 a une structure cristalline monoclinique. Il a trois phases à haute température, une phase β-tétragonale, une γ-phase cubique et une phase ε. La phase à température ambiante α-Bi2O3 a une structure complexe avec des couches d'atomes d'oxygène et des couches d'atomes de bismuth intercalés entre. Les atomes de bismuth sont donc dans deux environnements différents qui peuvent être décrits par une coordinence de 5 ou 6.
β-Bi2O3 a la même structure que la fluorine.
γ-Bi2O3 a la même structure que Bi12SiO20, ou une fraction des atomes de bismuth occupe la position des atomes de Si, et pourrait être écrit Bi12Bi0,8O19,2.
δ- Bi2O3 a une structure du même type que la fluorite, dans laquelle deux des huit sites occupés par l'oxygène sont ici vacants.
ε-Bi2O3 a une structure semblable à celle des phases α et β, mais comme la structure est totalement ordonnée c'est un isolateur ionique. il peut être préparé par des moyens hydrothermaux et transformé en phase α à 400 °C.
La phase monoclinique α se transforme en la phase cubique δ quand on chauffe jusqu'à 729 °C, puis reste sous cette forme jusqu'à atteindre le point de fusion à 834 °C. Le comportement lors du refroidissement de la phase δ est plus complexe, avec la possibilité de formation de deux phases intermédiaires métastables : la phase tétragonale β ou la phase cubique centrée γ. La phase γ peut exister à température ambiante, mais si l'on procède par refroidissement très lent depuis la phase δ. La phase α se forme toujours lorsqu'on refroidit la phase β. Même si elle est formée par chauffage, on revient à la phase α lorsque la température redescend en dessous de 727 °C. δ-Bi2O3 peut être directement formé par électrodéposition et reste relativement stable à température ambiante, dans un électrolyte avec des composés bismuthés et riches en soude ou en potasse, et a donc un pH proche de 14.

## Préparation
L'oxyde de bismuth(III) est commercialement formé à partir d'oxynitrate de bismuth. Ce dernier est produit en dissolvant du bismuth dans de l'acide nitrique chaud. Un ajout en excès de soude suivi par un chauffage jusqu'à précipitation de l'oxyde de bismuth(III) sous forme de poudre jaune. L'oxyde de bismuth(III) peut aussi être préparé par ignition de l'hydroxyde de bismuth.

## Réactions
L'oxydation avec le persulfate d'ammonium, et la dilution avec de la soude caustique donne l'oxyde de bismuth(IV). Ce même produit peut être obtenu en utilisant un autre agent oxydant tel que le ferricyanure de potassium dans une solution de potasse caustique concentrée.
L'électrolyse de l'oxyde de bismuth(III) dans une solution chaude d'alcalis concentrés donne un précipité rouge d'oxyde de bismuth(V). L'oxyde de bismuth(III) réagit avec des acides minéraux pour donner les sels de bismuth(III) correspondants. La réaction avec l'anhydride acétique et l'acide oléique donne du trioléate de bismuth.